# Васютин, Владимир Владимирович
Влади́мир Влади́мирович Васю́тин (8 марта 1952, Харьков — 19 июля 2002) — советский космонавт, генерал-лейтенант (с 13 июня 1996), командир космического корабля «Союз Т-14», командир 5-й экспедиции орбитальной станции «Салют-7» в период с 17 сентября по 17 ноября 1985 года, Герой Советского Союза, лётчик-космонавт СССР.

## Биография
Родился 8 марта 1952 года в Харькове в семье слесаря завода «Электромашина» Владимира Кузьмича Васютина (1 июня 1911 — 1975) и оператора харьковского завода «Электроаппаратура» Екатерины Гавриловны Васютиной (урождённая Цыгулева; 10 мая 1923 — 06 июля 2006). У Владимира были старшие брат и сестра: Борис (28 февраля 1937 — 1996), работник харьковского вагоноремонтного депо «Октябрь», и Татьяна (в замужестве Шегда, 29 апреля 1946 - 16 сентября 2021) — инженер-физик.
В 1969 году Владимир окончил харьковскую среднюю школу № 73. В 1973 году окончил Харьковское высшее военное авиационное училище лётчиков (ВВАУЛ) имени С. И. Грицевца по специальности лётчик-инженер.
С 30 ноября 1973 года лётчик-инструктор, сначала 809 учебного авиационного полка (УАП), а с 26 сентября 1974 года — 812 УАП Харьковского ВВАУЛ.

### В отряде космонавтов
В ходе 6-го набора космонавтов прошёл медицинскую комиссию и 23 августа 1976 года зачислен на должность слушателя-космонавта. С сентября 1976 по июль 1977 года прошёл подготовку в Центре подготовки летчиков-испытателей в Ахтубинске для участия в программе «Буран». С октября 1977 по сентябрь 1978 года прошёл общекосмическую подготовку. 30 января 1979 года назначен космонавтом Центра подготовки космонавтов. В 1979—1981 годах прошёл подготовку к полётам на орбитальную станцию «Салют-7».
Входил в дублирующие составы нескольких космических экспедиций:
- с декабря 1981 по август 1982 года — командир дублирующего экипажа экспедиции посещения орбитальной станции «Салют-7» (с Виктором Савиных и Ириной Прониной);
- 19 августа 1982 года — дублёр командира космического корабля «Союз Т-7» Леонида Попова;
- с сентября 1982 по март 1983 года — командир дублирующего экипажа экспедиции посещения орбитальной станции «Салют-7» (с Виктором Савиных и Анатолием Левченко);
- с июня по сентябрь 1983 года — командир резервного (третьего) экипажа корабля «Союз Т-10-1» (с Виктором Савиных);
- с октября 1983 по январь 1984 года — командир дублирующего экипажа 3-й основной экспедиции на «Салют-7» (с Виктором Савиных и Валерием Поляковым);
- 8 февраля 1984 года — дублёр командира космического корабля «Союз Т-10» Леонида Кизима;
- с февраля по июнь 1984 года — командир дублирующего экипажа экспедиции посещения орбитальной станции «Салют-7» (с Виктором Савиных и Екатериной Ивановой);
- 7 июля 1984 года — дублёр командира космического корабля «Союз Т-12» Владимира Джанибекова[3].

#### Подготовка к полёту
С сентября 1984 года начал подготовку к участию в 4-й основной экспедиции на «Салют-7» в качестве командира основного экипажа, первоначально с Виктором Савиных и Александром Волковым. Полёт был отложен на полгода из-за аварии на станции (произошла потеря связи в период отсутствия на ней экипажа), а вместо Виктора Савиных, принявшего участие в спасении станции в составе экипажа космического корабля «Союз Т-13», в экипаж Васютина вошёл Георгий Гречко.

#### Полёт
| # | Стартовый корабль | Старт, UTC        | Экспедиция             | Корабль посадки | Посадка, UTC      | Налёт                     | Выходы в открытый космос | Время в открытом космосе |
| - | ----------------- | ----------------- | ---------------------- | --------------- | ----------------- | ------------------------- | ------------------------ | ------------------------ |
| 1 | Союз Т-14         | 17.09.1985, 12:38 | Союз Т-14, Салют-7 (5) | Союз Т-14       | 21.11.1985, 10:31 | 64 суток 21 час 52 минуты | 0                        | 0                        |

Космический корабль «Союз Т-14» с экипажем в составе Владимира Васютина (командир), Георгия Гречко (бортинженер) и Александра Волкова (космонавт-исследователь) стартовал 17 сентября 1985 года и на следующий день совершил стыковку с орбитальной станцией «Салют-7», где его встретили ранее прибывшие на «Союзе Т-13» Владимир Джанибеков и Виктор Савиных. Джанибеков и Гречко покинули станцию 25 сентября на «Союзе Т-13» и на следующий день благополучно приземлились.
Экспедиция под командованием Васютина должна была установить новый рекорд по продолжительности пребывания человека в космосе: планировалось, что Виктор Савиных проведёт в космосе 282 дня. Был запланирован большой объём научно-технических работ, в том числе военного назначения, а также четыре выхода в открытый космос. Однако во время полёта у Васютина появились симптомы простатита. По утверждению генерального конструктора НПО «Энергия» В. П. Глушко, ссылающегося на справку директора Института медико-биологических проблем академика О. Г. Газенко и стенограммы переговоров Васютина с врачами, Васютин заболел за четыре года до полёта, лечился самостоятельно и не поставил в известность медиков Центра подготовки космонавтов, хотя чувствовал симптомы болезни во время предполётных тренировок и на стартовой позиции. Во время полёта состояние Васютина постепенно ухудшалось и 27 октября он был вынужден сообщить о своей болезни на Землю. Предпринятое после консультации с врачами лечение на борту космической станции к успеху не привело, в результате чего 17 ноября государственной комиссией было принято решение о досрочном прекращении экспедиции и посадке «Союза Т-14». Вместо больного Васютина командиром экипажа был назначен Виктор Савиных.
21 ноября 1985 года экипаж покинул станцию «Салют-7» на космическом корабле «Союз Т-14» и благополучно приземлился в тот же день. Васютин был госпитализирован в ЦНИАГ.

#### Последствия
Будучи техническим руководителем государственной комиссии, принявшей решение о досрочном прекращении экспедиции из-за болезни Васютина, В. П. Глушко направил в ЦК КПСС письмо, в котором указывал на то, что умалчивая о своей болезни Васютин нарушил пункт 2 «Положения о космонавтах СССР» в части: «Своевременно и правдиво докладывать непосредственным начальникам о состоянии своего здоровья». По мнению Глушко, именно это нарушение привело к срыву научной программы экспедиции и повлекло значительный ущерб. Глушко отметил, что согласно «Положению» награждение космонавтов производится только за успешное выполнение полёта. Он считал, что Владимир Васютин подлежал не награждению, а привлечению к ответственности. Однако Президиум Верховного Совета СССР принял иное решение, и 20 декабря 1985 года Васютину, как и остальным участникам экспедиции, было присвоено звание Героя Советского Союза.
25 февраля 1986 года Васютин был исключён из отряда космонавтов по состоянию здоровья.
В набор медицинских исследований космонавтов-мужчин был добавлен анализ секрета предстательной железы.

### После завершения карьеры космонавта

#### Военно-научная и административная работа
В 1987 году окончил Военно-воздушную академию им. Ю. А. Гагарина (далее ВВА), там же защитил кандидатскую диссертацию, в 1990 году окончил адъюнктуру ВВА.
С 20 октября 1990 года заместитель начальника, с 6 ноября 1991 года — начальник штурманского факультета ВВА. С 21 мая 1992 года доцент по кафедре космонавтики. 3 марта 1995 года получил должность начальника факультета обеспечения боевых действий авиации ВВА.
В мае 1995 года окончил Высшие академические курсы при Академии Генштаба. 10 мая 1995 года стал заместителем начальника ВВА.
В 1997 году получил учёную степень доктора военных наук. С 1998 года действительный член Академии военных наук, профессор по кафедре боевого применения космических средств.

#### Общественно-политическая деятельность
Был президентом Международного общественного благотворительного фонда поддержки российской космонавтики, вице-президентом Ассоциации участников космических полетов.

### Дальнейшая судьба
Умер 19 июля 2002 года от рака желудка (по другим сведениям, от рака предстательной железы). Похоронен в Московской области на Монинском мемориальном военном кладбище.

## Воинские звания
- лейтенант (26 октября 1972);
- старший лейтенант (6 декабря 1975);
- капитан (30 декабря 1977);
- майор (20 января 1981);
- подполковник (24 января 1984);
- полковник (07 мая 1989);
- генерал-майор (07 июня 1995);
- генерал-лейтенант (13 июня 1996)[2].

## Классность
- Военный лётчик-инструктор 3-го класса (24 октября 1974),
- Лётчик-испытатель 3-го класса (29 июня 1977),
- Инструктор парашютно-десантной подготовки (17 января 1979),
- Военный лётчик 2-го класса (12 марта 1979),
- Военный лётчик 1-го класса (28 января 1982),
- Водолаз,
- Космонавт 3-го класса (25 декабря 1985)[2].

## Признание заслуг

### Почётные звания
- Герой Советского Союза (Указ Президиума Верховного Совета СССР от 20 декабря 1985 года).
- Лётчик-космонавт СССР (20 декабря 1985).

### Государственные и ведомственные награды СССР и Российской Федерации
- Медаль «Золотая Звезда» Героя Советского Союза (20 декабря 1985).
- Орден Ленина (20 декабря 1985).
- Орден Почёта (1 марта 1996).
- Медаль «За укрепление боевого содружества» (СССР; 18 февраля 1991)
- Медаль «За укрепление боевого содружества» (Минобороны России; 8 декабря 1998).
- Медаль «За безупречную службу» трёх степеней (13 января 1980, 7 января 1985, 5 января 1990)[2].
- 5 юбилейных медалей[3].

### Награды иных государств
- Медаль «Братство по оружию» (Польша, 8 мая 1990).
- Медаль «Военная звезда» (Эквадор, 12 апреля 2001).

### Премии
- Премия имени А .В. Суворова за монографию «Прошлое, настоящее и будущее авиации и космонавтики» (февраль 2002)[2].

## Семья
Жена — Галина Александровна Васютина (урождённая Карташова; род. 13.02.1953), техник-технолог.
- Дочь — Елена Владимировна Васютина (род.18 октября 1977);
- Дочь — Валерия Владимировна Васютина (род. 31 октября 1984)[2].

## Комментарии
1. ↑  17 ноября командование экипажем в связи с болезнью Васютина было передано Виктору Савиных[1].
2. ↑  Давность заболевания подтверждается также дневниковыми записями Виктора Савиных[8].